# Тангар бурий
Тангар бурий (Orchesticus abeillei) — вид горобцеподібних птахів родини саякових (Thraupidae). Мешкає в Південній Америці. Це єдиний представник монотипового роду бурий тангар (Orchesticus).

## Опис
Птах завдовжки приблизно 17 см та важить близько 31,5 г. Він схожий на горнерових птахів з роду Philydor, але його дзьоб товстіший, злегка вигнутий і чорнуватий. Лоб, широка смуга на очах і обличчя кольору кориці. Довга вузька чорнувата лінія тягнеться від поводи над очима до шиї. Середній проділ і шия буруваті з сильним сірим відтінком. Мантія, спина і круп середньо-коричневі. Верхні покриви крил коричнево-червоні, прикореневі покриви темні з сильною червонуватою облямівкою. Хвіст незграбний і має яскраво-рудий колір. Горло та нижня сторона, включаючи покриви підхвістя, тьмяно-коричневого кольору. Підкрилки помаранчеві. Райдужка темно-червона, дзьоб чорнуватий. Ноги рогового кольору. Статі схожі. Молоді птахи схожі на дорослих, але їхнє оперення тьмяніше.

## Поширення
ВИд поширений у південно-східній Бразилії від півдня Баїї до півночі Санта-Катарини, з ізольованою популяцією в центральному Мінас-Жерайсі). Цей вид зустрічається на висоті 750—1600 м у середніх і верхніх ярусах гірського вічнозеленого лісу та його меж.